# Nikolai Konstantinowitsch Kolzow

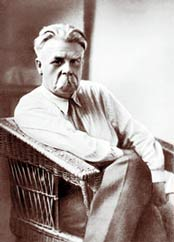
N. K. Kolzow (1939)

Nikolai Konstantinowitsch Kolzow (russisch Николай Константинович Кольцов; * 3. Julijul. / 15. Juli 1872greg. in Moskau; † 2. Dezember 1940 in Leningrad) war ein russischer Biologe und ein Pionier der modernen Genetik. Zu seinen Schülern gehörten Nikolai Timofejew-Ressowski, Wladimir Efroimson und Nikolai Dubinin.
Während der Stalinschen Säuberungen wurde Kolzow als Gegner des Lyssenkoismus angegriffen. Am 2. Dezember 1940 vergiftete ihn das NKWD. Noch am selben Tag beging seine Ehefrau Suizid. Sie wurden auf dem Moskauer Wwedenskoje-Friedhof beerdigt.
1916 wurde er als korrespondierendes Mitglied in die Russische Akademie der Wissenschaften aufgenommen. 1933 wurde er zum Ehrenmitglied (Honorary Fellow) der Royal Society of Edinburgh gewählt.
Ende der 1970er Jahre wurde die Siedlung Kolzowo in der Oblast Nowosibirsk nach ihm benannt. Seit 1994 wird von der Russischen Akademie der Wissenschaften der Kolzow-Preis für herausragende Leistungen auf dem Gebiet der molekularen Genetik vergeben.